# Micky Dolenz
George Michael Dolenz Jr. (Los Angeles, 8 maart 1945), beter  bekend onder zijn artiestennaam Micky Dolenz, is een Amerikaanse zanger, muzikant en acteur. Hij is bekend geworden als zanger, drummer en enige constante factor van The Monkees. Verder is hij het laatst in leven zijnde lid van The Monkees.

## Biografie

### Jeugd
Dolenz werd geboren in het Cedars of Lebanon Hospital (nu Cedars-Sinai Medical Center) in Los Angeles als zoon van de acteurs George Dolenz (die in 1956 de titelrol vertolkte in de tv-serie The Count of Monte Christo) en Janelle Johnson. Hij heeft drie zussen, Gemma Marie (Coco; geboren op 5 april 1949), Deborah (geboren 1958) en Kathleen (Gina; geboren 1960). Gemma's bijnaam Coco is een verkorte vorm van Coco Sunshine, een bijnaam die Micky haar als kind heeft gegeven. Coco was een frequente gast op de set van The Monkees tv-show en had soms een gastoptreden op platen van The Monkees en deed achtergrondzang of duetten met Micky. Ze treedt vaak op als lid van Micky's begeleidingsband tijdens zijn concerten.
Dolenz leed als kind aan de ziekte van Perthes, waarbij zijn heupgewricht en rechterbeen werden aangetast, waardoor dat been zwakker (en korter) was dan het andere. Dit leidde ertoe dat Dolenz in zijn muzikale carrière een onorthodoxe drumopstelling – rechtshandig en linksvoetig – toepaste.
Dolenz begon zijn carrière in de showbusiness in 1956 toen hij speelde in het kinder-tv-programma Circus Boy onder de naam Mickey Braddock. Hij speelde Corky, een verweesde waterjongen voor de olifanten in een circus aan het begin van de 20e eeuw. Het programma liep twee seizoenen, waarna Dolenz sporadisch op tv-shows op het netwerk verscheen en zijn opleiding voortzette. Dolenz ging naar de Ulysses S. Grant High School in Valley Glen in Los Angeles en studeerde af in 1962. In 1964 werd hij gecast als Ed in de aflevering Born of Kings and Angels van de onderwijsdramaserie Mr. Novak van NBC, met in de hoofdrol James Franciscus als een idealistische leraar uit Los Angeles. Dolenz ging naar de universiteit in Los Angeles toen hij werd aangenomen voor de rol van drummer in The Monkees van NBC.
Dolenz had oorspronkelijk zijn eigen rockband Micky & the One-Nighters in de vroege tot midden jaren 1960 met zichzelf als leadzanger. Hij was al begonnen met het schrijven van zijn eigen liedjes. Volgens Dolenz omvatte de live-act van zijn band rocknummers, covers en zelfs wat r&b. Een van zijn favoriete liedjes om te zingen was Johnny B. Goode van Chuck Berry, die hij zong tijdens zijn Monkees-auditie, waardoor hij werd aangenomen als een van de cast/bandleden. Hij nam in 1965 twee 45" op die niet werden uitgebracht tot het succes van The Monkees in 1967. De opnamen waren Don't Do It/Plastic Symphony III en Huff Puff/Fate (Big Ben), uitgebracht bij Challenge Records.

### The Monkees
In 1965 werd Dolenz gecast in de tv-sitcom The Monkees en werd hij de drummer en zanger in de band die voor de show was geformeerd. Hij was eigenlijk geen drummer en had lessen nodig om geloofwaardig te kunnen nabootsen, maar leerde uiteindelijk goed te spelen. Tegen de tijd dat The Monkees eind 1966 op tournee gingen, was Dolenz competent genoeg om zelf drums te spelen. Tommy Boyce en Bobby Hart, schrijvers van veel van de liedjes van The Monkees, merkten al snel op dat wanneer ze samen de studio in werden gebracht, de vier acteurs zouden proberen elkaar aan het lachen te maken. Daarom haalden de schrijvers vaak elk bandlid afzonderlijk binnen. De capriolen escaleerden totdat Dolenz een kopje ijs op Don Kirshners hoofd schonk.
Volgens Michael Nesmith maakte de stem van Dolenz het geluid van de Monkees onderscheidend en in tijden van spanning droegen Michael Nesmith en Peter Tork vrijwillig de leadzang over aan Dolenz voor hun eigen composities. Dolenz schreef een paar van de zelfgeschreven nummers van de band, met als meest prominente Randy Scouse Git van het album Headquarters. Hij verzorgde de leadzang voor hits als Last Train to Clarksville, Pleasant Valley Sunday en I'm a Believer. Dolenz regisseerde en schreef ook mee aan de laatste aflevering van de show.
Dolenz kocht de derde modulaire Moog-synthesizer die in de handel werd verkocht. (de eerste twee waren van Wendy Carlos en Buck Owens). Zijn optreden op het Monkees-lied Daily Nightly (geschreven door Nesmith) van het album Pisces, Aquarius, Capricorn & Jones Ltd., was een van de eerste toepassingen van de synthesizer op een rockopname. Uiteindelijk verkocht hij zijn instrument aan Bobby Sherman.

Hij is het laatst overgebleven lid van The Monkees (na de dood van Davy Jones in 2012, die van Tork in 2019 en die van Nesmith in 2021).Hij is het enige lid van The Monkees dat deel uitmaakt van elke bezetting sinds de oprichting van de band en het enige lid met hedendaagse opnamen van zijn zang op alle studioalbums.

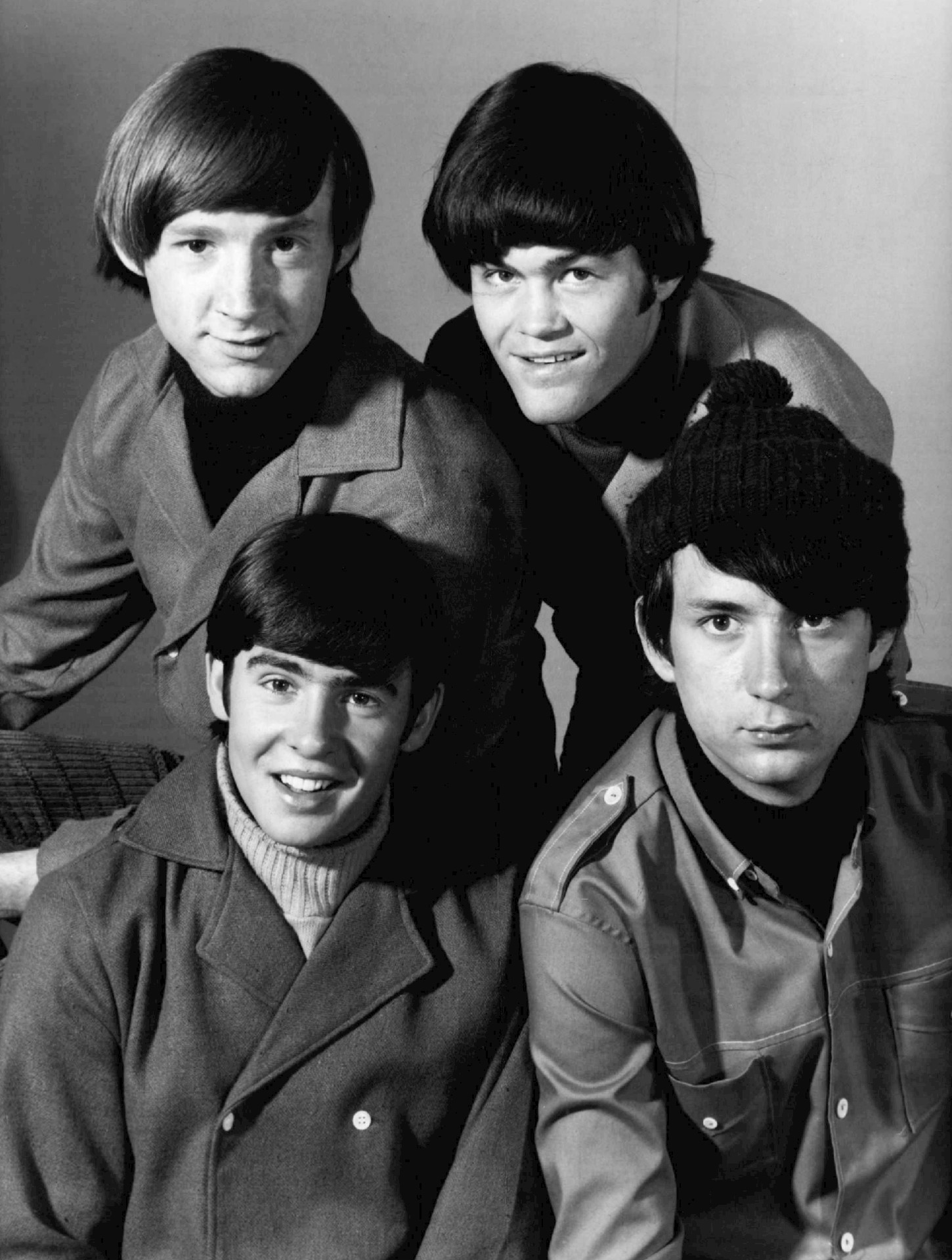
The Monkees, Micky Dolenz rechtsboven

### Solo MGM-opnamen
De Moog-synthesizer die Dolenz had gekocht bleek van vitaal belang toen hij in 1971 het nummer Easy on You componeerde. Hij nam het op in zijn thuisstudio, speelde akoestische gitaar en drums en gebruikte de Moog als keyboard. Toen dat nummer klaar was, nodigde hij vervolgens voormalig Monkee Peter Tork uit om te helpen met meer opnamen. Toen leidde een toevallige ontmoeting op straat ertoe dat voormalig Monkee-stand-in David Price zich bij hem aansloot, evenals een bijdrage met het rocknummer Oh Something dat hij had geschreven. Met Dolenz op drums en zang, Tork op bas en Price op slaggitaar was het nummer in slechts twee uur klaar. Vervolgens kwam gitarist B.J. Jones twee dagen later binnen op leadgitaar. Met deze twee nummers nam Dolenz contact op met zijn voormalige middelbare schoolvriend Mike Curb, toen het hoofd van MGM Records. Na het spelen van de nummers voor Curb werd Dolenz onmiddellijk gecontracteerd bij MGM.
Dolenz nam ongeveer drie jaar lang nummers op voor MGM en bracht ze uit (waarbij een paar nummers werden toegeschreven aan Starship, een vervangende band, niet het latere Jefferson Starship). Na het eerste jaar droeg Dolenz' vriend Harry Nilsson zijn lied Daybreak bij en arrangeerde en produceerde ook de opname, met Keith Allison op gitaar, voormalig Monkees-producent Chip Douglas op bas, en steelgitarist Orville 'Red' Rhodes.
In het begin van 1974, zonder succes in de hitparade, vertrok Dolenz naar Engeland, en met Tony Scotti maakte hij vier nummers voor MGM: de twee rockklassiekers Splish Splash en Purple People Eater, evenals I Hate Rock and Roll en het nieuwe nummer Wing Walker. Ondertussen verliet Mike Curb MGM en trad toe tot Warner Bros. Records. Dolenz' associatie met MGM eindigde toen (en die laatste vier nummers bleven onuitgebracht).

### Solocarrière en reünie-concerten

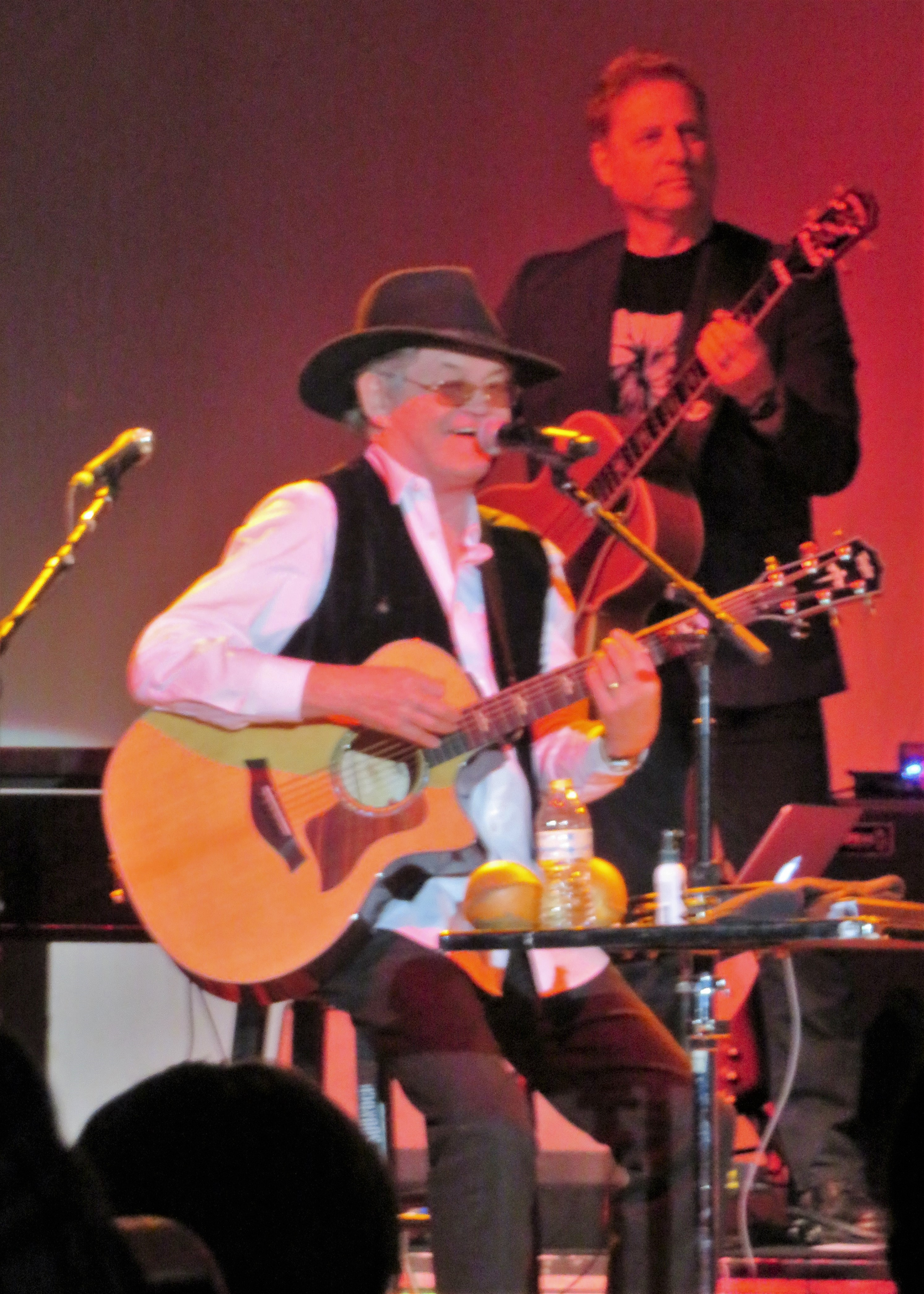
Dolenz bij een concert in 2019

Dolenz bleef doorgaan met acteren en muziek maken; ook sprak hij tekenfilms in zoals Scooby Doo. Verder deed Dolenz met Nesmith auditie voor de rol van Arthur 'The Fonz' Fonzarelli in de serie Happy Days; ze werden allebei te lang bevonden, en de rol ging uiteindelijk naar Henry Winkler.
Tussen 1975 en 1977 toerde Dolenz met Jones en tekstschrijvers Tommy Boyce en Bobby Hart als Dolenz, Jones, Boyce & Hart. Dit nadat Tork en Nesmith om uiteenlopende redenen verstek lieten gaan voor een Monkees-reünie.
In 1977 verhuisde Dolenz naar het Londense West End waar hij met Jones op de planken stond in de musical The Point! van  Harry Nilsson. Verder werkte hij er als cameraman, producent en regisseur voor de BBC en London Weekend Television. In 1989, toen The Monkees inmiddels reünie-concerten gaven, keerde Dolenz terug naar de Verenigde Staten en speelde hij in de National Touring Company.
In 2004 speelde Dolenz in Elton Johns Broadway-musical Aida. In 2005 publiceerde hij zijn eerste kinderboek. In de zomer van 2012 ondernam Dolenz een reeks van soloshows met zijn band en als deel van de Happy Together-tournee in 2012. Eerder dat jaar kwam Jones te overlijden waardoor Dolenz als enige aanwezig was bij alle Monkees-concerten. In 2018, 2019 en 2020 gaf hij duo-concerten met Nesmith onder de namen 'The Monkees Present: The Mike & Micky Show' en 'An Evening With The Monkees'.
Eind 2019 nam Dolenz met Todd Rundgren, Jason Scheff (ex-Chicago-bassist), Christopher Cross en Joey Molland (Badfinger) deel aan een tournee waarin The white album van de Beatles centraal stond. Dolenz zong ook de Monkees-klassiekers I'm a Believer en Pleasant Valley Sunday.

### Dolenz, Jones, Boyce en Hart
Mede dankzij herhalingen van The Monkees op zaterdagochtend, plaatste Greatest Hits van The Monkees zich in 1976 in de hitlijst. De door Arista Records (een dochteronderneming van Columbia Pictures) uitgebrachte lp was eigenlijk een heruitgave van de verzamel-lp Re-Focus uit 1972 die was uitgegeven door Arista's vorige label Bell Records, ook eigendom van Columbia Pictures.
Dolenz en Jones maakten hiervan gebruik en vergezelden de ex-Monkees-songwriters Tommy Boyce en Bobby Hart op een tournee door de Verenigde Staten. Ze mochten de naam Monkees om juridische redenen niet gebruiken, maar van 1975 tot 1977 traden ze met succes op in de show Golden Hits of The Monkees (The Guys Who Wrote 'Em and the Guys Who Sang 'Em!), kleinere locaties zoals staatsbeurzen en pretparken, evenals enkele stops in Japan, Thailand en Singapore. Ze brachten ook het album Dolenz, Jones, Boyce & Hart uit met nieuw materiaal en het livealbum Concert in Japan werd in 1976 uitgebracht door Capitol Records.
Nesmith was niet geïnteresseerd in een reünie. Tork deed ook niet mee, omdat ze niet wisten waar hij op dat moment was om hem uit te nodigen. Een kerstsingle (bijgeschreven op Dolenz, Jones en Tork) werd geproduceerd door Chip Douglas en uitgebracht bij zijn eigen label in 1976. De single bevatte Christmas Is My Time of Year van Douglas en Howard Kaylan (oorspronkelijk opgenomen door de superband The Christmas Spirit uit de jaren 1960), met de B-kant White Christmas van Irving Berlin (Douglas bracht een geremixte versie van de single, met extra overdubde instrumenten uit in 1986). Tork voegde zich ook bij Dolenz, Jones, Boyce & Hart op het podium in Disneyland op 4 juli 1976 en voegde zich in 1977 ook bij Dolenz en Jones op het podium in het Starwood in Hollywood.

### Opmerkelijk toneelwerk
In 1977 trad hij op met voormalig bandlid Davy Jones in een toneelproductie van de musical The Point! van Harry Nilsson in het London's Mermaid Theatre, het spelen en zingen van de rol van de Count's Kid en de Leafman to Jones' hoofdrol als Oblio (volgens het cd-boekje). Er is een oorspronkelijke cast-opname gemaakt en uitgebracht. De komische werking van Dolenz en Jones bleek zo sterk dat de show in 1978 nieuw leven werd ingeblazen met Nilsson, die extra komedie voor de twee invoegde, plus nog twee nummers, waarvan Gotta Get Up door Dolenz en Jones samen werd gezongen. De show werd als zo goed beschouwd dat het de bedoeling was om deze in 1979 weer nieuw leven in te blazen, maar het bleek onbetaalbaar. Na de uitvoering van de show bleef Dolenz in Engeland en begon hij te regisseren voor toneel en televisie en produceerde hij ook een aantal van de shows die hij regisseerde.
In juni 2006 speelde Dolenz Karel de Grote in het Goodspeed Opera House voor de heropvoering van de musical Pippin in East Haddam, Connecticut. Hij toerde ook in die rol. Ook in het midden van de jaren 2000 speelde Dolenz de rol van Zoser in de Broadway-productie Aida van Elton John en Tim Rice.

### Na de televisie- en filmcarrière van The Monkees
Nadat de televisieshow van The Monkees was afgelopen, ging Dolenz door met het inspreken van voice-overs voor een aantal tekenfilmseries op zaterdagochtend, waaronder The Funky Phantom, Partridge Family 2200 AD, The Scooby-Doo Show, Butch Cassidy and the Sundance Kids, These Are the Days , Devlin en Wonder Wheels (van The Skatebirds). Dolenz verzorgde de stem van Arthur in het eerste seizoen van de animatieserie The Tick. In 1972 speelde Dolenz Vance in de moordmysteriefilm Night of the Strangler. Hij was te zien in de aflevering Dirt Duel (seizoen 5, aflevering 1) van Adam-12 en de aflevering Bitter Legion (seizoen 2, aflevering 3) van Cannon. Dolenz gaf zijn stem aan de Two-Face's tweeling handlangers Min en Max in de tweedelige aflevering Two-Face in Batman: The Animated Series. In een radio-interview van september 2006 meldde Dolenz dat hij op dat moment de huidige stem was van Snuggle the Fabric Softener Bear. In 2017 keerde Dolenz terug naar voice-over, met de stem van Wendell the Love Grub, evenals het zingen van het aanbevolen nummer in de half uur durende aflevering The Saga of Robopiggeh! van de Cartoon Network-serie Mighty Magiswords. Dolenz nam de voice-acting op afstand op in New York, weken voor zijn Good Times! tournee.
In 1975 speelde Dolenz in Linda Lovelace for President, met Linda Lovelace in de hoofdrol.
In het begin van de ontwikkeling van Batman Forever was Dolenz een kanshebber voor de rol van The Riddler, die uiteindelijk naar Jim Carrey ging.
In 1994-1995 speelde Dolenz in twee afleveringen van de sitcom Boy Meets World. In de eerste aflevering Band on the Run speelde hij Norm, een bandlid van Alan Matthews. In 1995 voegde hij zich bij Davy Jones en Peter Tork in aflevering acht Rave On van het derde seizoen, hoewel ze niet per se The Monkees speelden - Dolenz's karakter was Gordy, terwijl Davy Jones Reginald Fairfield was en Tork was Jedidiah Lawrence. Op het hoogtepunt van het programma werden de drie echter samen op het podium gezet en voerden ze het klassieke nummer Not Fade Away van Buddy Holly en My Girl van The Temptations uit.
In 2007 verscheen hij in de remake van Halloween van Rob Zombie als Derek Allan, de eigenaar van een wapenwinkel.
Op 29 januari 2011 verscheen Dolenz in de Syfy Channel-film Mega Python vs. Gatoroid, naast Debbie Gibson en Tiffany. Op 21 februari 2015 had hij een cameo als zichzelf in de Adult Swim tv-special Bagboy. In 2017 verscheen hij als zichzelf in de sitcom Difficult People.

## Regiewerk
In 1980 produceerde en regisseerde Dolenz de Britse tv-sitcom Metal Mickey met een grote metalen robot. In 1981 regisseerde hij een korte film gebaseerd op de sketch Balham, Gateway to the South, waarin Robbie Coltrane meerdere rollen speelde. In het begin van de jaren 1980 regisseerde Dolenz een toneelbewerking van Bugsy Malone. Hij was producent van het tv-programma Luna in 1983-1984.

## MTV blaast Monkee Mania nieuw leven in
In 1986 leidde een vertoning van de hele Monkees-televisieserie door MTV tot hernieuwde interesse in de band, gevolgd door de single That Was Then, This Is Now, die nummer 20 bereikte in de Billboard Hot 100 in de Verenigde Staten, een 20-jarige jubileumtournee, een Greatest Hits-album en de gloednieuwe lp Pool It! in 1987. De oorspronkelijke albums van de band werden opnieuw uitgebracht en ze kwamen allemaal tegelijk in de hitlijsten.
Vanaf 1986 voegde Dolenz zich bij de andere ex-Monkees voor verschillende reünietournees en toerde uitgebreid als soloartiest. Hij bleef regisseren voor televisie, zowel in het Verenigd Koninkrijk als in de Verenigde Staten en had af en toe acteeroptredens, waaronder rollen in de tv-serie The Equalizer en als burgemeester in de kabel-tv-serie Pacific Blue.

### WCBS-FM
Op 10 januari 2005 verving Dolenz Dan Taylor als ochtend-diskjockey bij het oude radiostation WCBS-FM in New York. Op 3 juni 2005 vierde Dolenz zijn 100e show met een speciale ochtendshow in B.B. King's. In een ironische en controversiële twist was dat ook zijn laatste vaste show op het station. Om 17.00 uur kondigde WCBS-FM aan dat het station zijn oldies-format zou vervangen door een Jack-formaat, waardoor er geen on-air diskjockeys meer nodig waren.
Echter, WCBS-FM keerde uiteindelijk terug naar zijn oldies-format op 12 juli 2007, waarbij Taylor de volgende dag zijn rol als ochtend-diskjockey weer op zich nam. Enkele maanden later, op 3 februari 2008, werd Dolenz opnieuw uitgenodigd op het station om zijn lang uitgestelde 101ste show en laatste optreden in de studio daar te presenteren door als gastheer een drie uur durende uitzending te verzorgen tijdens het zondagavondprogramma New York Radio Greats van WCBS.

### Solowerk en verdere Monkees-reünies
In 2009 tekende Dolenz een deal om het album King for a Day op te nemen met de klassieke liedjes van Carole King. Het album (uitgebracht bij Gigitone Records) werd geproduceerd door Jeffrey Foskett, die veel heeft samengewerkt met Brian Wilson en heeft gespeeld op Wilsons Grammy-winnende Brian Wilson Presents Smile in 2004. Kings songs Pleasant Valley Sunday, Sometime in the Morning en Porpoise Song (Theme from Head) zijn naar voren gekomen als kenmerkende nummers van The Monkees. Vanaf februari 2010 stond hij op het podium in Londen in Hairspray met Michael Ball. De show ging ook op tournee en had een succesvolle run in Dublin in november 2010. In 2011 voegde hij zich weer bij Tork en Jones voor An Evening with The Monkees: The 45th Anniversary Tour.
Na de plotselinge dood van Jones in februari 2012, herenigden Dolenz en Tork zich met Michael Nesmith voor een concerttournee door de Verenigde Staten als eerbetoon. De drie overgebleven Monkees toerden opnieuw in 2013 en 2014 en Dolenz toerde als duo met Tork in 2015 en 2016.
Na de dood van Tork in 2019 toerde Dolenz met Nesmith als The Mike and Micky Show in 2018 en 2019. Op 4 mei 2021 kondigden Dolenz en Nesmith The Monkees Farewell Tour aan, de laatste voor de band. De tournee bestond uit 40 Amerikaanse data van september tot november. De laatste show werd gehouden op 14 november 2021 in het Greek Theatre in Los Angeles.
Op 21 mei 2021 bracht Dolenz het soloalbum Dolenz Sings Nesmith uit, met nummers geschreven door Nesmith en geproduceerd door Christian Nesmith.

### Privéleven
Dolenz is drie keer getrouwd en vader van vier dochters. In 1967, terwijl hij in het Verenigd Koninkrijk op tournee was met The Monkees, ontmoette Dolenz zijn toekomstige vrouw Samantha Juste, een co-presentator van de tv-popmuziekshow Top of the Pops van BBC. Ze trouwden in 1968 en hun dochter Ami Bluebell Dolenz werd geboren op 8 januari 1969. Ze werd een actrice die vooral actief was in de jaren 1980 en 1990. Dolenz en Juste scheidden in 1975, maar bleven goede vrienden tot haar dood, na een beroerte op 5 februari 2014.
Hij trouwde in 1977 met Trina Dow. Het echtpaar kreeg drie dochters: Charlotte Janelle (geboren op 8 augustus 1981), Emily Claire (geboren 25 juli 1983) en Georgia Rose (geboren op 3 september 1984). Ze scheidden in 1991. Trina Dow Dolenz werd koppeltherapeut en gebruikt nog steeds haar aangetrouwde naam. Dolenz trouwde in 2002 met zijn derde vrouw Donna Quinter.
Micky Dolenz is overtuigd atheïst. Zijn oudste dochter is actrice Ami Dolenz.

## Discografie

### Albums
- 1991: Micky Dolenz Puts You to Sleep
- 1994: Broadway Micky
- 1998: Demoiselle
- 2005: Plastic Surgery, ep
- 2010: King for a Day
- 2012: Remember

## Filmografie
- 1993: Deadfall
- 1997: The Love Bug
- 2001: Mord unter Narkose (regie)
- 2007: Halloween
- 2011: Mega Python vs. Gatoroid

- Bibsys: 9024007
- Biblioteca Nacional de España: XX951422
- Bibliothèque nationale de France: cb15504860r (data)
- Gemeinsame Normdatei: 119230615
- International Standard Name Identifier: 0000 0000 7828 0963
- Library of Congress Control Number: n79033884
- MusicBrainz: e97b6d05-3020-48e2-ac8b-29b71add512b
- Nationale Bibliotheek van Tsjechië: xx0153877
- Nederlandse Thesaurus van Auteursnamen: 073626511
- SNAC: w6jq5jt9
- Système universitaire de documentation: 158937295
- Trove: 1192415
- Virtual International Authority File: 51995403
- WorldCat: E39PBJk4Dt8Hm8hHmyvyTXYMfq